# Manuel de Sousa Meneses (arcebispo)
Se procura o padre e genealogista homónimo, veja Padre Manuel de Sousa de Meneses.
Se procura o médico militar e historiador homónimo, veja Manuel de Sousa Meneses.
Dom Manuel de Sousa e Meneses (? - Goa Velha, 31 de janeiro de 1684) foi um arcebispo português, arcebispo de Goa e Primaz do Oriente entre 1681 e 1684.